# Château de Marinesque
Le château de Marinesque est un château situé à Naussac, en France.

## Description
Éléments protégés MH : les façades et les toitures du château : inscription par arrêté du 18 juillet 1973

## Localisation
Le château est situé sur la commune de Naussac, dans le département français de l'Aveyron.

## Historique
L'édifice est inscrit au titre des monuments historiques en 1973.